# Kenny Aronoff

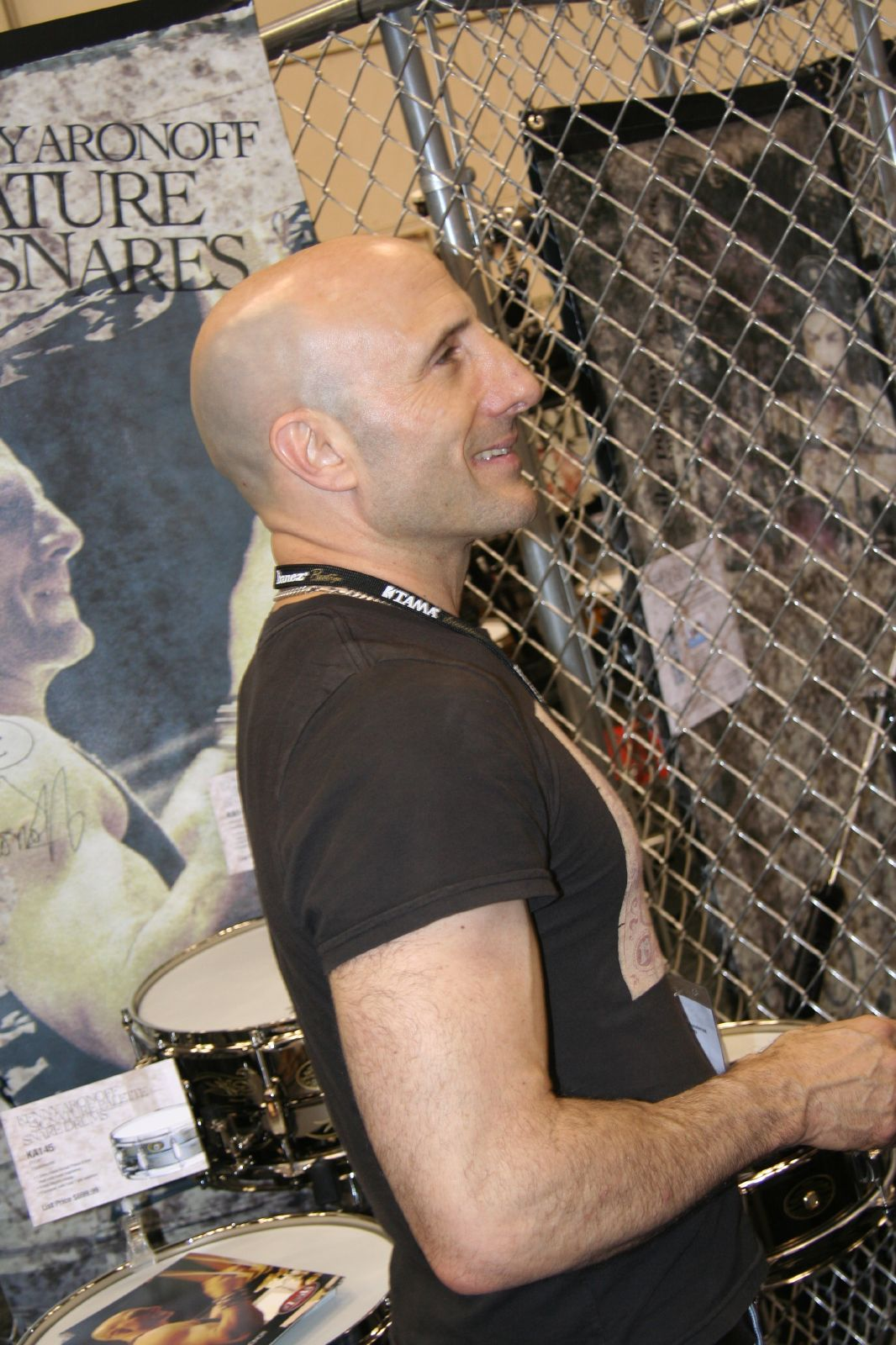
Kenny Aronoff (2005)

Kenny Aronoff (* 7. März 1953) ist ein US-amerikanischer Schlagzeuger, der als Session- und Livemusiker in den Bereichen Rock und Pop tätig ist. Zudem ist Aronoff seit Anfang der 1990er Jahre in den Genres Jazz, Heavy Metal und Country tätig. Seinen Durchbruch erreichte er durch die Zusammenarbeit mit John Mellencamp. Aronoff ist außerdem seit 1996 Drummer in der Band von John Fogerty sowie seit 2020 bei Joe Satriani.

## Biographie

### Bis 1998 – Die frühen Jahre
Aronoff wuchs in Massachusetts auf und spielte bereits mit zehn Jahren als Autodidakt in seiner ersten Band.
Im Alter von sechzehn Jahren konzentrierte er sich zunächst auf klassische Musik und spielte mit dem Boston Symphony Orchestra.
Nach dem Abschluss eines Studiums an der Indiana University 1976 zog er an die Ostküste, wo er Schlagzeug in Boston und New York studierte; dort konzentrierte er sich auf Jazz und Fusion.
1977 zog er zurück nach Bloomington und spielte dort in einer bekannten lokalen Band, mit der er durch den gesamten Mittleren Westen tourte.
1980 trat er John Mellencamps Band bei, mit dem er die Aufnahmetechniken für die Snare Drum und das gesamte Schlagzeug in Frage stellte und so den Stil der Musik Mellencamps – mit dem er seitdem zehn Alben aufnahm und bis 1997 zusammen tourte – mitdefinierte.

### Seit 1998 – ohne Mellencamp
1988 legte Mellencamp eine längere Pause ein, und Aronoff war wegen seiner zu der damaligen Zeit stattfindenden Scheidung wenig bemittelt, weshalb er nach Los Angeles zog. Dort verschaffte ihm der Produzent Don Was Studioaufnahmen mit Iggy Pop, Bob Dylan, Bob Seger, Elton John und Glen Frey, was ihm einen Karriereschub einbrachte.
Von 1993 bis 1997 lehrte er an der Indiana University Perkussion als außerordentlicher Professor.
Aktuell ist er u. a. auf den Studioaufnahmen von John Fogerty, Tony Iommi, Melissa Etheridge, Meat Loaf, Avril Lavigne und Rod Stewart zu hören, live daneben auch mit The Smashing Pumpkins, Bob Seger und Joe Cocker.
Aronoff wurde von den Lesern des Modern Drummer Magazins für fünf Jahre in Folge auf den jeweils ersten Platz der Pop/Rock-Drummer und der Studio-Drummer gewählt und hat auf über 30 Grammy-nominierten Aufnahmen gespielt.
Auf der Tournee zum Album Chickenfoot III spielte er mit der Band Chickenfoot, da Originalschlagzeuger Chad Smith Tourneeverpflichtungen mit Red Hot Chili Peppers zu erfüllen hatte.
Aronoff heiratete am 18. August 2012 im Sunset Marquis Hotel in Hollywood seine Frau Georgina, Trauzeuge war Glenn Hughes.
Der Rolling Stone listete Aronoff 2016 auf Rang 66 der 100 größten Schlagzeuger aller Zeiten.

## Equipment
Momentan ist Aronoff Endorser für Tama Trommeln und Hardware, Meinl Perkussion, Remo-Felle, Zildjian-Becken, Yamaha DTX E-Drums und Shure Mikrofone.
Trommeln (variierend nach Mitmusikern): Tama Starclassic (Violet Shade)
- Kenny Aronoff Signature Snare Drum (variierend in den Größen 14"x5", 14"x6,5" und 15"x4") oder Kenny Aronoff Signature Trackmaster Snare Drum (in den Größen 14"x5,5" und 15"x4").
- 24"x18" Bassdrum
- 18"x16" Bassdrum
- 12"x11" Tomtom
- 10"x9" Tomtom
- 14"x13" Tomtom
- 16"x15" Standtom

Becken (variierend nach Mitmusikern): Zildjian
- Variierend nach Mitmusikern: 14" A Zildjian Armand HiHats, 14" A Zildjian Mastersound HiHats, 13" K Hi-Hat Top mit 13" A New Beat Bottom
- Variierend nach Mitmusikern: 19" Z3 Thrash Ride, 20" A Custom Projection Ride, 21" A Rock Ride
- 19" A Custom Projection Crash
- 19" Rock Crash (3×)
- 20" A Medium Sizzle Crash
- 16" Oriental China Trash
- 12" Re-Mix Crash
- 16" Oriental China Trash mit 10" Trash Hat

12" Re-Mix Crash mit 11" Oriental Trash Splash
Perkussion: Meinl
- 6" Artist Serie Kenny Aronoff Cowbell
- 8" Artist Serie Kenny Aronoff Cowbell

Felle: Remo
- 14" Tattoo Skyns Snare Batters, oder 14" Emperor (white coated)
- Clear Ambassador
- Coated Emperor X
- Toms: Coated Emperor und Diplomat (clear) Resonanzfelle
- Clear Emperor
- Bassdrum: Clear Powerstroke 3

Hardware: Tama
- Stative und Rack-System
- Iron Cobra Double-Bassdrum-Pedale (2)
- Iron Cobra Hi-Hat-Maschine

Mikrofone: Shure
- Beta 52A Bassdrum-Mikrofon
- SM57 Snaredrum-Mikrofon
- Beta 56A Tom-Mikrofon
- KSM32/CG HiHat-Mikrofon
- SM81 Overhead-Mikrofon

## Diskografieauswahl

### 1980 bis 1990
Mit John Cougar Mellencamp
- Nothing Matters and What if It Did (1980)
- American Fool (1982)
- Uh Huh (1983)
- Scarecrow (1985)
- The Lonesome Jubilee (1987)
- „Cocktail“ Soundtrack (1988)
- Big Daddy (1989)

Mit Belinda Carlisle
- Heaven on Earth (1987)
- Runaway Horses (1989)

Mit Elton John
- Days of Thunder [Soundtrack] (1990)
- to be continued... (1990)

Mit Bob Dylan
- Under the Red Sky (1990)
- Bob Dylan's Greatest Hits-Volume 3

Mit Jon Bon Jovi
- Blaze of Glory, Young Guns 2 (1990)

Mit anderen Künstlern
- Iggy Pop – Brick by Brick (1990)
- Bonnie Raitt and B.B. King – Whole Lotta Noise (1990)

### 1991 bis 2000
Mit Belinda Carlisle
- Live Your Life Be Free (1991)
- Free for All (1992)

Mit Cinderella
- Still Climbing (1994)

Mit B.B. King
- King of the Blues (1992)
- Deuces Wild (+Joe Cocker) (1997)

Mit John Mellencamp
- Human Wheels (1993)
- „Footloose“ Soundtrack (Expanded Edition) (1998)

Mit Iggy Pop
- Nude & Rude: The Best of Iggy Pop (1996)

Mit Jon Bon Jovi
- Destination Anywhere (1997)

Mit Meat Loaf
- Bat out of Hell II: Back Into Hell (1993)
- Welcome to the Neighbourhood (1995)
- Teile aus Whistle Down the Wind (1998)

Mit Bon Jovi
- Cross Road (1994)

Mit Hank Williams Jr.
- Hog Wild (1995)
- A.K.A. Wham Bam Sam (1996)

Mit Rod Stewart
- A Spanner in the Works (1995)
- Patch Adams [Soundtrack] (1998)

Mit Céline Dion
- Falling into You (1996)
- Let’s Talk About Love (1997)
- All the Way… A Decade of Song (1999)

Mit Joe Cocker
- Organic (1996)
- One Step Up, Two Steps Back – Bruce Springsteen Tribute (1997)
- Deuces Wild (+B.B. King) (1997)

Mit John Fogerty
- Blue Moon Swamp (1997)
- Premonition (1998)
- Premonition (DVD)(1998)

Mit anderen Künstlern
- Neil Diamond – Lovescape (1991)
- Patti Scialfa – Rumble Doll (1991)
- The Highwaymen – The Road Goes On Forever (1995)
- The Rolling Stones – Bridges to Babylon (1997)
- The Bone Shakers – Shake the Planet (1999)
- Lynyrd Skynyrd – Edge of Forever (1999)
- Charlie Watts & Jim Keltner – Charlie Watts/Jim Keltner Project (2000)
- Tony Iommi – Iommi (2000)

### 2001 bis 2010
Mit Bruce Kulick
- Audio Dog (2001)
- BK3 (2010, Between the Lines)

Mit The Bone Shakers
- Monster Blues (2001)

Mit Lynyrd Skynyrd
- Twenty/Edge of Forever (2002)
- Thyrty: 30th Anniversary Collection (2003)
- Then & Now (2004)

Mit Meat Loaf
- Couldn’t Have Said It Better (2003)
- Bat out of Hell III: The Monster Is Loose (2006)

Mit Betty Dylan
- Heartland (2003)
- Abdicate the Throne (2004)

Mit John Fogerty
- Deja Vu (All Over Again) (2004)
- The Long Road Home: Ultimate John Fogerty Creedence Collection (2005)
- The Long Road Home: In Concert (2006)
- Revival (2007)

Mit Hilary Duff
- Hilary Duff (2004)
- A Cinderella Story [Soundtrack] (2004)
- Most Wanted (2006)

Mit Jesse McCartney
- Beautiful Soul (2004)
- The Princess Diaries 2: Royal Engagement [Soundtrack] (2004)
- Beautiful Soul (2005)

Mit Anastacia
- Anastacia (2004)
- Pieces of a Dream: Best Of (2005)

Mit anderen Künstlern
- Mick Jagger – Goddess in the Doorway (2001)
- Alice Cooper – Dragontown (2001)
- Joe Cocker – Respect Yourself (2002)
- Robbie Williams – Johnny English [Soundtrack] (2003)
- Avril Lavigne – Under My Skin (2004)
- Bon Jovi – 100,000,000 Bon Jovi Fans Can't Be Wrong (2004)
- Kelly Clarkson – Breakaway (2004)
- Santana – All That I Am (2005)
- Les Paul & Friends – American Made World Played (2005)
- Iggy Pop – A Million in Prizes: The Anthology (2005)
- Tony Iommi & Glenn Hughes – Fused (2005)

### Ab 2011
- John Fogerty – Wrote a Song for Everyone (2013)
- Paul McCartney und Ringo Starr u. a. – The Night That Changed America: A Grammy Salute to The Beatles als Drummer der House Band (2014)
- ¡TILT! – unbalanced (2015)